# Hafshejan
Hafshejān (farsi هَفشِجان) è una città dello shahrestān di Shahr-e Kord, circoscrizione Centrale, nella provincia di Chahar Mahal e Bakhtiari.